# Der unglaubliche Hulk (Fernsehserie)/Episodenliste
Diese Episodenliste bietet einen tabellarischen Überblick über alle Episoden der US-amerikanischen Science-Fiction-Serie Der unglaubliche Hulk. Zwischen 1978 und 1982 entstanden in 5 Staffeln insgesamt 82 Episoden, inklusive 2 Pilotfilme und 3 anschließende Fernsehfilme.

## Übersicht
| Staffel | Episodenanzahl | Erstausstrahlung USA | Erstausstrahlung USA | Deutschsprachige Erstausstrahlung | Deutschsprachige Erstausstrahlung |
| Staffel | Episodenanzahl | Staffelpremiere      | Staffelfinale        | Staffelpremiere                   | Staffelfinale                     |
| ------- | -------------- | -------------------- | -------------------- | --------------------------------- | --------------------------------- |
| 1       | 10             | 10. März 1978        | 31. Mai 1978         | 5. Oktober 1987                   | 3. November 1987                  |
| 2       | 22             | 22. September 1978   | 25. Mai 1979         | 9. November 1987                  | 29. Dezember 1987                 |
| 3       | 23             | 21. September 1979   | 11. April 1980       | 7. März 1988                      | 24. Juni 1988                     |
| 4       | 18             | 7. November 1980     | 22. Mai 1981         | 8. Februar 1988                   | 6. Mai 1988                       |
| 5       | 7              | 2. Oktober 1981      | 12. Mai 1982         | 8. Juli 1988                      | 13. Juni 1988                     |

## Pilotfilme
| Nr. (ges.) | Nr. (St.) | Deutscher Titel       | Originaltitel         | Erstausstrahlung USA | Deutschsprachige Erstausstrahlung (D) | Regie           | Drehbuch        |
| ---------- | --------- | --------------------- | --------------------- | -------------------- | ------------------------------------- | --------------- | --------------- |
| 1          | 1         | Der unglaubliche Hulk | The Incredible Hulk   | 4. Nov. 1977         | 9. Apr. 2004                          | Kenneth Johnson | Kenneth Johnson |
| 2          | 2         | –                     | A Death in the Family | 27. Nov. 1978        | –                                     | Alan J. Levi    | Kenneth Johnson |

## Staffel 1
| Nr. (ges.) | Nr. (St.) | Deutscher Titel          | Originaltitel                      | Erstausstrahlung USA | Deutschsprachige Erstausstrahlung (D) | Regie               | Drehbuch                                        |
| ---------- | --------- | ------------------------ | ---------------------------------- | -------------------- | ------------------------------------- | ------------------- | ----------------------------------------------- |
| 1          | 1         | Rockys letzter Kampf     | Final Round                        | 10. März 1978        | 5. Okt. 1987                          | Kenneth Gilbert     | Kenneth Johnson                                 |
| 2          | 2         | Aufruhr im Zoo           | The Beast Within                   | 17. März 1978        | 6. Okt. 1987                          | Kenneth Gilbert     | Karen Harris & Jill Sherman                     |
| 3          | 3         | Die Schöne und das Biest | Of Guilt, Models and Murder        | 24. März 1978        | 12. Okt. 1987                         | Larry Stewart       | James D. Parriott                               |
| 4          | 4         | Terror am Times Square   | Terror in Times Square             | 31. März 1978        | 13. Okt. 1987                         | Alan J. Levi        | William Schwartz                                |
| 5          | 5         | 747                      | 747                                | 7. Apr. 1978         | 19. Okt. 1987                         | Sigmund Neufeld Jr. | Thomas E. Szollosi & Richard Christian Matheson |
| 6          | 6         | Unruhe in Las Vegas      | The Hulk Breaks Las Vegas          | 21. Apr. 1978        | 20. Okt. 1987                         | Larry Stewart       | Justin Edgerton                                 |
| 7          | 7         | Die tödliche Spedition   | Never Give a Trucker an Even Break | 28. Apr. 1978        | 26. Okt. 1987                         | Kenneth Gilbert     | Kenneth Johnson                                 |
| 8          | 8         | Gestohlenes Leben        | Life and Death                     | 12. Mai 1978         | 27. Okt. 1987                         | James D. Parriot    | Jeffrey Hayden                                  |
| 9          | 9         | Der gescheiterte Versuch | Earthquakes Happen                 | 19. Mai 1978         | 2. Nov. 1987                          | Harvey Laidman      | Jim Tisdale & Migdia Varela                     |
| 10         | 10        | Die Hafengang            | The Waterfront Story               | 31. Mai 1978         | 3. Nov. 1987                          | Reza S. Badiyi      | Paul M. Belous & Robert Wolterstorff            |

## Staffel 2
| Nr. (ges.) | Nr. (St.) | Deutscher Titel                   | Originaltitel          | Erstausstrahlung USA | Deutschsprachige Erstausstrahlung (D) | Regie                | Drehbuch                                        |
| ---------- | --------- | --------------------------------- | ---------------------- | -------------------- | ------------------------------------- | -------------------- | ----------------------------------------------- |
| 11         | 1         | Verheiratet                       | Married                | 22. Sep. 1978        | –                                     | Kenneth Johnson      | Kenneth Johnson                                 |
| 12         | 2         | Horror in Antowuk                 | The Antowuk Horror     | 29. Sep. 1978        | 9. Nov. 1987                          | Sigmund Neufeld, Jr. | Nicholas J. Corea                               |
| 13         | 3         | Ricky                             | Ricky                  | 6. Okt. 1978         | 10. Nov. 1987                         | Frank Orsatti        | Jaron Summers                                   |
| 14         | 4         | Tödlicher Galopp                  | Rainbow's End          | 13. Okt. 1978        | 16. Nov. 1987                         | Kenneth Gilbert      | Karen Harris & Jill Sherman                     |
| 15         | 5         | Kind in Not                       | A Child in Need        | 20. Okt. 1978        | 17. Nov. 1987                         | James D. Parriott    | Frank Dandrige                                  |
| 16         | 6         | Geänderte Zeiten                  | Another Path           | 27. Okt. 1978        | 23. Nov. 1987                         | Joseph Pevney        | Nicholas Corea                                  |
| 17         | 7         | Alice in Discoland                | Alice in Disco Land    | 3. Nov. 1978         | 4. Jan. 1988                          | Sigmund Neufeld, Jr. | Karen Harris & Jill Sherman                     |
| 18         | 8         | Killerinstinkt                    | Killer Instinct        | 10. Nov. 1978        | 5. Jan. 1988                          | Ray Danton           | William M. Whitehead & Joel Don Humphreys       |
| 19         | 9         | Sauberes Essen                    | Stop the Presses       | 24. Nov. 1978        | 24. Nov. 1977                         | Jeffrey Hayden       | Karen Harris, Jill Sherman & Susan Woollen      |
| 20         | 10        | Flucht aus Los Santos             | Escape from Los Santos | 1. Dez. 1978         | 30. Nov. 1977                         | Chuck Bowman         | Bruce Kalish & Philip John Taylor               |
| 21         | 11        | Wildfeuer                         | Wildfire               | 17. Jan. 1979        | 11. Jan. 1988                         | Frank Orsatti        | Brian Rehak                                     |
| 22         | 12        | Unbarmherziges Nachstellen        | A Solitary Place       | 24. Jan. 1979        | 1. Dez. 1988                          | Jeffrey Hayden       | Jim Tisdale & Migdia Varela                     |
| 23         | 13        | Eltern verreist                   | Like a Brother         | 31. Jan. 1979        | 14. Dez. 1988                         | Reza S. Badiyi       | Richard Christian Matheson & Thomas E. Szollosi |
| 24         | 14        | Die Schreckensmühle               | Haunted                | 7. Feb. 1979         | 16. Feb. 1988                         | John McPherson       | Andrew Schneider                                |
| 25         | 15        | Mit Jack McGee unterwegs (Teil 1) | Mystery Man, Part 1    | 2. März 1979         | 7. Dez. 1987                          | Frank Orsatti        | Nicholas J. Corea                               |
| 26         | 16        | Mit Jack McGee unterwegs (Teil 2) | Mystery Man, Part 2    | 9. März 1979         | 8. Dez. 1987                          | Frank Orsatti        | Nicholas J. Corea                               |
| 27         | 17        | Auf eigene Faust                  | The Disciple           | 16. März 1979        | 15. Dez. 1987                         | Reza S. Badiyi       | Nicholas Corea & James G. Hirsch                |
| 28         | 18        | Schizophrenie                     | No Escape              | 30. März 1979        | 21. Dez. 1987                         | Jeffrey Hayden       | Ben Masselink                                   |
| 29         | 19        | Jäger der Steinzeit               | Kindred Spirits        | 6. Apr. 1979         | 22. Apr. 1988                         | Joseph Pevney        | Karen Harris & Jill Sherman                     |
| 30         | 20        | Milburns Enthüllungen             | The Confession         | 4. Mai 1979          | 22. Dez. 1987                         | Barry Crane          | Deborah Davis                                   |
| 31         | 21        | Sanatorium des Grauens            | The Quiet Room         | 11. Mai 1979         | 12. Jan. 1988                         | Reza S. Badiyi       | Karen Harris & Jill Sherman                     |
| 32         | 22        | Die Wesco Raffinerie              | Vendetta Road          | 25. Mai 1979         | 29. Dez. 1987                         | John McPherson       | Justin Edgerton & Michael McGreevey             |

## Staffel 3
| Nr. (ges.) | Nr. (St.) | Deutscher Titel                | Originaltitel           | Erstausstrahlung USA | Deutschsprachige Erstausstrahlung (D) | Regie            | Drehbuch                                          |
| ---------- | --------- | ------------------------------ | ----------------------- | -------------------- | ------------------------------------- | ---------------- | ------------------------------------------------- |
| 33         | 1         | Gefährliche Rhythmen           | Metamorphosis           | 21. Sep. 1979        | 7. März 1988                          | Alan J. Levi     | Craig Buck                                        |
| 34         | 2         | Die gelbe Stahlflasche         | Blind Rage              | 28. Sep. 1979        | 28. Dez. 1987                         | Jeffrey Hayden   | Dan Ullman                                        |
| 35         | 3         | Ein kindliches Genie           | Brain Child             | 5. Okt. 1979         | 10. Juni 1988                         | Reza S. Badiyi   | Nicholas Corea                                    |
| 36         | 4         | Sklavenlager                   | The Slam                | 19. Okt. 1979        | 18. Jan. 1988                         | Nicholas Corea   | Nicholas Corea                                    |
| 37         | 5         | Tolle Tricks und fauler Zauber | My Favorite Magician    | 26. Okt. 1979        | 23. Feb. 1988                         | Reza S. Badiyi   | Sam Egan                                          |
| 38         | 6         | Der Rodeokönig                 | Jake                    | 2. Nov. 1979         | 15. Juli 1988                         | Frank Orsatti    | Chuck Bowman                                      |
| 39         | 7         | Taxi in Not                    | Behind the Wheel        | 9. Nov. 1979         | 21. März 1988                         | Frank Orsatti    | Rick Rosenthal, Todd Susman & Andrew Schneider    |
| 40         | 8         | Heimkehr                       | Homecoming              | 30. Nov. 1979        | 25. Jan. 1988                         | John McPherson   | Andrew Schneider                                  |
| 41         | 9         | Die Todesfalle                 | The Snare               | 7. Dez. 1979         | 22. März 1988                         | Frank Orsatti    | Richard Christian Matheson & Thomas E. Szollosi   |
| 42         | 10        | Fauler Zauber                  | Babalao                 | 14. Dez. 1979        | 9. Mai 1988                           | Richard Milton   | Craig Buck                                        |
| 43         | 11        | Geiselgangster                 | Captive Night           | 21. Dez. 1979        | 20. Juni 1988                         | Frank Orsatti    | Sam Egan                                          |
| 44         | 12        | Der Doppelgänger               | Broken Image            | 4. Jan. 1980         | 3. Juni 1988                          | John McPherson   | Karen Harris & Jill Sherman                       |
| 45         | 13        | Schlagende Beweise             | Proof Positive          | 11. Jan. 1980        | 14. März 1988                         | Dick Harwood     | Karen Harris & Jill Sherman                       |
| 46         | 14        | Jahrmarkt des Schreckens       | Sideshow                | 25. Jan. 1980        | 26. Jan. 1988                         | Nicholas Corea   | Len Jenkin                                        |
| 47         | 15        | Kampf der Easy Rider           | Long Run Home           | 1. Feb. 1980         | 22. Feb. 1988                         | Frank Orsatti    | Allan Cole & Chris Bunch                          |
| 48         | 16        | Gefallene Engel                | Falling Angels          | 8. Feb. 1980         | 15. Feb. 1988                         | Barry Crane      | Eric Kaldor, D.K. Krzemien & James Sanford Parker |
| 49         | 17        | Der Volltreffer                | The Lottery             | 15. Feb. 1980        | 20. Mai 1988                          | John McPherson   | Allan Cole & Chris Bunch                          |
| 50         | 18        | Horrorvisionen                 | The Psychic             | 22. Feb. 1980        | 6. Juni 1988                          | Barry Crane      | Karen Harris & Jill Sherman                       |
| 51         | 19        | Das 400.000-Dollar Ding        | A Rock and a Hard Place | 29. Feb. 1980        | 1. Feb. 1988                          | Chuck Bowman     | Andrew Schneider                                  |
| 52         | 20        | Die Totenmaske                 | Deathmask               | 14. März 1980        | 8. März 1988                          | John McPherson   | Nicholas Corea                                    |
| 53         | 21        | Mörderische Maskerade          | Equinox                 | 21. März 1980        | 15. März 1988                         | Patrick Boyrivan | Andrew Schneider                                  |
| 54         | 22        | Galgenfrist                    | Nine Hours              | 4. Apr. 1980         | 28. März 1988                         | Nicholas Corea   | Nicholas Corea                                    |
| 55         | 23        | Der Feuerteufel                | On the Line             | 11. Apr. 1980        | 24. Juni 1988                         | L. Q. Jones      | Karen Harris & Jill Sherman                       |

## Staffel 4
| Nr. (ges.) | Nr. (St.) | Deutscher Titel                  | Originaltitel                 | Erstausstrahlung USA | Deutschsprachige Erstausstrahlung (D) | Regie            | Drehbuch                 |
| ---------- | --------- | -------------------------------- | ----------------------------- | -------------------- | ------------------------------------- | ---------------- | ------------------------ |
| 56         | 1         | Prometheus (Teil 1)              | Prometheus, Part 1            | 7. Nov. 1980         | 8. Feb. 1988                          | Kenneth Johnson  | Kenneth Johnson          |
| 57         | 2         | Prometheus (Teil 2)              | Prometheus, Part 2            | 14. Nov. 1980        | 9. Feb. 1988                          | Kenneth Johnson  | Kenneth Johnson          |
| 58         | 3         | Himmelsakrobaten                 | Free Fall                     | 21. Nov. 1980        | 29. Feb. 1988                         | Reza S. Badiyi   | Chris Bunch & Allan Cole |
| 59         | 4         | Gefährliches Experiment          | Dark Side                     | 5. Dez. 1980         | 29. Apr. 1988                         | John McPherson   | Nicholas Corea           |
| 60         | 5         | Hochspannung                     | Deep Shock                    | 12. Dez. 1980        | 29. März 1988                         | Reza S. Badiyi   | Ruel Fischman            |
| 61         | 6         | Bring mir den Kopf des Hulk      | Bring Me the Head of the Hulk | 9. Jan. 1981         | 2. Feb. 1988                          | Bill Bixby       | Allan Cole & Chris Bunch |
| 62         | 7         | Heiße Fracht                     | Fast Lane                     | 16. Jan. 1981        | 2. Mai 1988                           | Frank Orsatti    | Reuben Leder             |
| 63         | 8         | Eine Falle für Eddie Cain        | Goodbye, Eddie Cain           | 23. Jan. 1981        | 13. Mai 1988                          | Jack Colvin      | Nicholas Corea           |
| 64         | 9         | Ein Schock für starke Männer     | King of the Beach             | 6. Feb. 1981         | 16. Mai 1988                          | Barry Crane      | Karen Harris             |
| 65         | 10        | Das unheimliche Wachsmuseum      | Wax Museum                    | 13. Feb. 1981        | 8. Apr. 1988                          | Dick Harwood     | Carol Baxter             |
| 66         | 11        | Goldrausch in Chinatown          | East Winds                    | 20. Feb. 1981        | 11. Apr. 1988                         | Jack Colvin      | Jill Sherman             |
| 67         | 12        | Unheimliche Begegnungen (Teil 1) | The First, Part 1             | 6. März 1981         | 27. Juni 1988                         | Frank Orsatti    | Andrew Schneider         |
| 68         | 13        | Unheimliche Begegnungen (Teil 2) | The First, Part 2             | 13. März 1981        | 1. Juli 1988                          | Frank Orsatti    | Andrew Schneider         |
| 69         | 14        | Gelähmt                          | The Harder They Fall          | 27. März 1981        | 15. Apr. 1988                         | Mike Vejar       | Nancy Faulkner           |
| 70         | 15        | Interview mit dem Hulk           | Interview with the Hulk       | 3. Apr. 1981         | 25. Apr. 1988                         | Patrick Boyriven | Alan Cassidy             |
| 71         | 16        | Eine starke halbe Portion        | Half Nelson                   | 17. Apr. 1981        | 27. Mai 1988                          | Barry Crane      | Andrew Schneider         |
| 72         | 17        | Danny                            | Danny                         | 15. Mai 1981         | 19. Jan. 1988                         | Mark A. Burley   | Diane Frolov             |
| 73         | 18        | Eine heiße Modenschau            | Patterns                      | 22. Mai 1981         | 6. Mai 1988                           | Nick Havinga     | Reuben Leder             |

## Staffel 5
| Nr. (ges.) | Nr. (St.) | Deutscher Titel       | Originaltitel   | Erstausstrahlung USA | Deutschsprachige Erstausstrahlung (D) | Regie            | Drehbuch                      |
| ---------- | --------- | --------------------- | --------------- | -------------------- | ------------------------------------- | ---------------- | ----------------------------- |
| 74         | 1         | Das Baseballtalent    | The Phenom      | 2. Okt. 1981         | –                                     | Bernard McEveety | Reuben Leder                  |
| 75         | 2         | Die Patinnen          | Two Godmothers  | 9. Okt. 1981         | 8. Juli 1988                          | Mike Vejar       | Reuben Leder                  |
| 76         | 3         | Kriegsträume          | Veteran         | 16. Okt. 1981        | 30. Mai 1988                          | Mike Vejar       | Reuben Leder & Nicholas Corea |
| 77         | 4         | Ein streitbarer Engel | Sanctuary       | 6. Nov. 1981         | 1. März 1988                          | Chuck Bowman     | Deborah Davis                 |
| 78         | 5         | Mädchenraub           | Triangle        | 13. Nov. 1981        | 18. Apr. 1988                         | Mike Vejar       | Andrew Schneider              |
| 79         | 6         | Die Goldmine          | Slaves          | 5. Mai 1982          | –                                     | John A. Liberti  | Jeri Taylor                   |
| 80         | 7         | Ein winziges Problem  | A Minor Problem | 12. Mai 1982         | 13. Juni 1988                         | Michael Preece   | Diane Frolov                  |

## Fernsehfilme
| Nr. (ges.) | Nr. (St.) | Deutscher Titel                    | Originaltitel                    | Erstausstrahlung USA | Deutschsprachige Erstausstrahlung (D) | Regie          | Drehbuch       |
| ---------- | --------- | ---------------------------------- | -------------------------------- | -------------------- | ------------------------------------- | -------------- | -------------- |
| 1          | 1         | Die Rückkehr des unheimlichen Hulk | The Incredible Hulk Returns      | 22. Mai 1988         | 9. Aug. 1991                          | Nicholas Corea | Nicholas Corea |
| 2          | 2         | Der unheimliche Hulk vor Gericht   | The Trial Of The Incredible Hulk | 7. Mai 1989          | 16. Aug. 1991                         | Bill Bixby     | Gerald Di Pego |
| 3          | 3         | Der Tod des unheimlichen Hulk      | The Death Of The Incredible Hulk | 18. Feb. 1990        | 23. Aug. 1991                         | Bill Bixby     | Gerald Di Pego |